# Manuel Julián Grajales
Manuel Julián García Grajales Gil de la Serna (Sonseca, 15 de enero de 1775-Cádiz, mediados del siglo xix) fue un médico y cirujano español que participó en la Real Expedición Filantrópica de la Vacuna.

## Biografía
Nació en Sonseca (Toledo) el 15 de enero de 1775. Fue alumno de los Reales Estudios de San Isidro y del Colegio de Cirugía de San Carlos. Ingresó de ayudante primero de sanidad militar en junio de 1803, el mismo año en el que partió de La Coruña la Real Expedición Filantrópica de la Vacuna, liderada por Francisco Javier Balmis.
En América, al dividirse los expedicionarios en dos grupos, Grajales quedó adscrito al presidido por José Salvany y Lleopart. Con este, o formando sección autónoma, difundió la vacuna de la viruela y creó juntas perpetuadoras por el virreinato del Perú y luego Valparaíso, Santiago de Chile, Valdivia, Villarrica, Chiloé y Calbuco, hasta que regresó a Lima en enero de 1812, donde dio al virrey cuenta de sus trabajos y excursiones. En ese año quedó nombrado médico mayor del ejército de dicho virreinato. Fue capturado por los patriotas al intentar regresar a España en la fragata Thomas, pero fue incorporado como sanitario a dicho bando en la Guerra de la Independencia de Chile. En 1817 cayó prisionero de nuevo en la batalla de Chacabuco. Fue nombrado profesor de Anatomía y Cirugía del Instituto Nacional de Chile en 1819; regresó a España años más tarde, en diciembre de 1824, unos días antes de la batalla de Ayacucho.
Nombrado subinspector de cirugía del ejército del norte en julio de 1839, poco antes del convenio de Vergara, pasó luego a Aragón y Cataluña. En 1841 ascendió a jefe superior de cirugía en el primer distrito militar, quedó jubilado en 1847 sin permitirle volver a activo. Pasó sus últimos años en Cádiz.